# Вдовичка садова
Вдовичка садова (Vidua wilsoni) — вид горобцеподібних птахів родини вдовичкових (Viduidae).

## Поширення
Вид поширений в тропічній Африці від Гамбії до Південного Судану. Живе у саванах з чагарниками і деревами, на плантаціях та в галерейних лісах.

## Опис
Дрібний птах, завдовжки до 10 см, вагою до 11-14 г. Це стрункий на вигляд птах, із закругленою головою, міцним і конічним дзьобом, загостреними крилами та хвостом з квадратним закінченням. У самців оперення чорне, лише махові пера темно-коричневі. У самиць верхня частина тіла коричнева, темніша на крилах і хвості і з темними смугами на окремих перах, а горло і груди світло-сірі. Голова світло-сіра з двома смугами від лоба до боків шиї. В обох статей дзьоб світло-сірий, очі темно-карі, а ноги помаранчеві.

## Спосіб життя
У негніздовий період трапляється у змішаних зграях з астрильдовими і ткачиковими. Живиться насінням трав, яке збирає на землі. Рідше поїдає ягоди, дрібні плоди, квіти, комах.

## Розмноження
Сезон розмноження триває з липня по вересень у західній частині ареалу і з жовтня по січень у східній. Гніздовий паразит. Підкладає свої яйця у гнізда астрильдів Lagonosticta rufopicta. За сезон самиці відкладають 2-4 яйця. Пташенята вилуплюються приблизно через два тижні після відкладення: вони народжуються сліпими і немічними. Вони мають мітки на сторонах рота і горла, ідентичні тим, як у пташенят астрильдів, внаслідок чого їх не можна відрізнити. Пташенята ростуть разом з пташенятами прийомних птахів, слідуючи їхньому циклу росту. Вони залишають гніздо через три тижні після вилуплення, але незалежними стають до півторамісячного віку. Часто ці пташенята після досягнення зрілості залишаються у зграї своїх прийомних батьків.